# Cyclocosmia
Cyclocosmia ist eine Gattung vogelspinnenartiger Spinnen aus der Familie der Halonoproctidae.
Der auffallend abgestutzte Hinterleib (Opisthosoma) der Arten dieser Gattung dient dazu, einen Tunnel von 7 bis 15 Zentimeter Höhe zu verschließen. Die Cyclocosmia-Arten sind unter anderem an den Mustern auf den Scheiben, der Anzahl der Haare am Scheibenrand und an der Form der Spermathek zu unterscheiden.

## Verbreitung
Die sieben Cyclocosmia sind in Asien und Amerika zu finden. Die Verbreitung und Verwandtschaft lässt darauf schließen, dass die Gattung bereits vor der Teilung von Laurasia existierte und die asiatischen und amerikanischen Arten später geografisch getrennt wurden.

## Merkmale
Cyclocosmia unterscheidet sich von allen anderen Eigentlichen Falltürspinnen durch ihre in zwei Reihen angeordneten Augen und durch den abgestutzten Hinterleib, dessen kaudales Ende eine mit Rippen und Furchen versehene Scheibe bildet. Männchen ähneln den Weibchen, ihr Hinterleib ist ebenfalls kaudal abgestutzt, allerdings ist in den meisten Fällen die Scheibe nach außen gewölbt statt flach. Der Carapax der Weibchen ist glatt und glänzend, der der Männchen netzartig, mit mattem Glanz. Er ist spärlich mit Haaren und weichen Borsten besetzt. Die kräftigen Cheliceren mit auffälligem, stachligem Rastellum tragen an beiden Rändern ungleichmäßige Reihen von Zähnen. Die Beine der Weibchen sind kurz und stark mit Stacheln besetzt, die Beine der Männchen sind länger und weniger stachelig. Während Weibchen keine Bein-Scopula zeigen, sind alle Tarsi der Männchen dicht behaart.
Weibchen erreichen eine Länge von bis zu 39 mm (Cyclocosmia ricketti), Männchen bis 22 mm (Cyclocosmia loricata).

### Abgrenzung zu ähnlichen Gattungen
Die Gattungen Idiosoma und Galeosoma in der Familie Idiopidae zeigen eine ähnliche Form des Hinterleibs, sind aber mit Cyclocosmia nicht näher verwandt. Neben der unterschiedlichen Anordnung der Augen ist der Hinterleib von Galeosoma zwar wie bei Cyclocosmia gerade abgestutzt, zeigt aber keine Rippen oder Furchen. Idiosoma zeigt Rippen oder Furchen, ist aber nur moderat abgestutzt.

## Lebensweise
Wie alle Eigentlichen Falltürspinnen sind auch die Arten dieser Gattung extrem ortsgebunden und verlassen nur selten ihre Höhlen. Sie sind damit besonders durch Räuber oder Parasiten gefährdet, die auf das Aufspüren und das Eindringen in Höhlen spezialisiert sind. Während andere Arten ihre Baueingänge tarnen oder extra verschlossene Seitenkammern anlegen, verschließen die Cyclocosmia Arten beim Kriechen in die Höhle den Eingang mit der harten, stark sklerotisierten, durch Rippen und Furchen stabilisierten Scheibe ihres Hinterleibes. Die Scheibe passt sich dicht an den runden Wänden der Höhle ein und bildet so einen undurchdringlichen Verschluss der Höhle.
Wegen der erfolgreichen Tarnung ihrer Falltür sind Cyclocosmia Arten nur schwer zu finden und zu sammeln, deshalb werden sie oft als einige der seltensten Spinnen betrachtet. Cyclocosmia sind sehr langlebig, in Gefangenschaftshaltung wurden Exemplare über 12 Jahre alt.

## Arten
Der World Spider Catalog listet für die Gattung Cyclocosmia aktuell 10 Arten. (Stand: Dezember 2018)
- Cyclocosmia lannaensis Schwendinger, 2005
- Cyclocosmia latusicosta Zhu, J.X.Zhang & F.Zhang, 2006
- Cyclocosmia liui X.Xu, C.Xu & Liu , 2017
- Cyclocosmia loricata (C. L. Koch, 1842)
- Cyclocosmia ricketti (Pocock, 1901)
- Cyclocosmia siamensis Schwendinger, 2005
- Cyclocosmia sublatusicosta Yu & Zhang, 2018
- Cyclocosmia subricketti Yu & Zhang, 2018
- Cyclocosmia torreya Gertsch & Platnick, 1975
- Cyclocosmia truncata (Hentz, 1841)

## Bilder

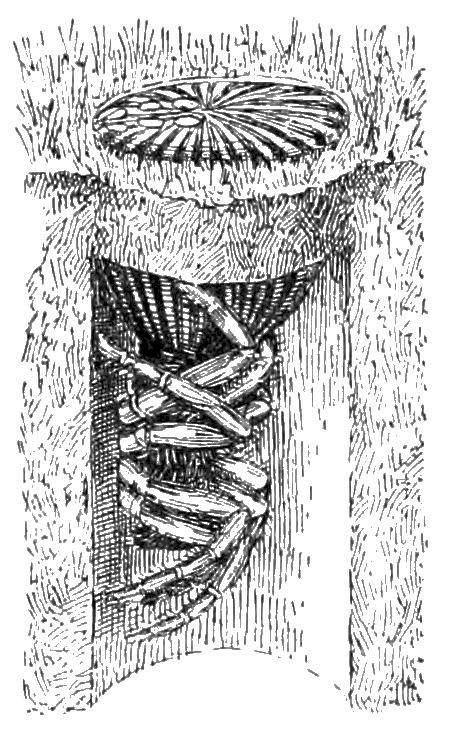
Der markante Hinterleib dient zum Verschließen der Höhle
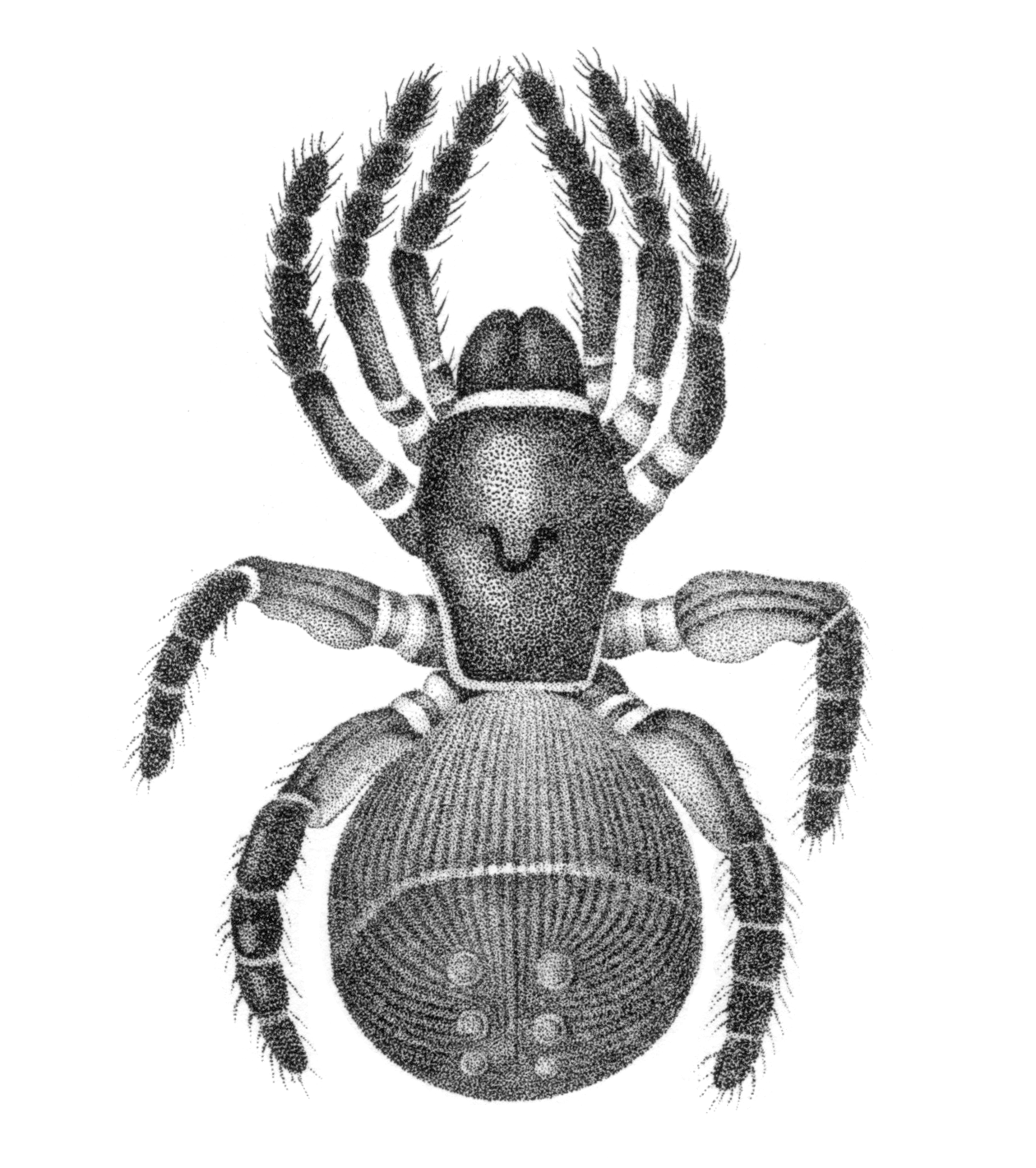
Zeichnung der Spinne